# Campo de Futebol (Neves)
Campo de Futebol – to stadion piłkarski w mieście Neves na Wyspach Świętego Tomasza i Książęcej. Swoje mecze rozgrywa na nim drużyna piłkarska FC Neves. Stadion może pomieścić 1 000 osób.